# Сергейчик, Тимофей Николаевич
Тимофей Николаевич Серге́йчик (бел. Цімафей Мікалаевіч Сяргейчык; 8 (20) июля 1899 — 27 мая 1977, Минск) — советский белорусский театральный актёр и режиссёр. Народный артист БССР (1944). Лауреат Сталинской премии первой степени (1946).

## Биография
Родился 26 июня (8 июля) 1899 года в д. Заполье (ныне Глусского района Могилёвской области Беларуси) в бедной крестьянской семье.
В 1919 году вступил в РККА, участвовал в работе красноармейской художественной самодеятельности (1919—1923).
В 1926 году окончил Белорусскую художественную студию при МХАТе, стал работать в Витебском драматическом театре.
Автор книги воспоминаний «Записки актёра» (1966). Почётный гражданин Витебска.
Умер 27 мая 1977 года. Похоронен на Северном кладбище Минска.

## Роли в театре
- «Нестерка» В. Ф. Вольского — Самохвальский
- «Война войне» Я. Коласа — дед Микита
- «В пущах Полесья» Я. Коласа — Савка Мильгун
- «Иринка» К. Чорного — Никита Михалкович
- «Люди и дьяволы» К. Крапивы — Барута
- «Ревизор» Н. В. Гоголя — Осип
- «Три сестры» А. П. Чехова — Фёдор Ильич Кулыгин
- «Коварство и любовь» Ф. Шиллера — Миллер
- «Разлом» Б. А. Лавренёва — Евгений Иванович Берсенев
- «Любовь Яровая» К. А. Тренёва — профессор Максим Горностаев
- «Русские люди» К. М. Симонова — Александр Васильевич Васин

## Театральные постановки
- 1928 — «Пинская шляхта» В. И. Дунина-Марцинкевича
- 1938 — «Дети Ванюшина» С. А. Найдёнова
- 1958 — «Блудный сын» Э. Раннета

## Награды и премии
- Орден Трудового Красного Знамени (25.02.1955)
- Орден «Знак Почёта» (20.06.1940) — за выдающиеся заслуги в деле развития белорусского театрального и музыкального искусства[1]
- народный артист БССР (1944)
- Сталинская премия первой степени (1946) — за исполнение роли школяра Самохвальского в спектакле «Нестерка» В. Ф. Вольского